# 北海道道579号新開西神楽停車場線
北海道道579号新開西神楽停車場線（ほっかいどうどう579ごう しんかいにしかぐらていしゃじょうせん）は、北海道旭川市内を結ぶ一般道道（北海道道）である。

## 概要

### 路線データ
- 起点：北海道旭川市西神楽南
- 終点：北海道旭川市西神楽南1条（JR北海道 富良野線 西神楽駅）
- 路線延長：3.0km（総延長）

## 歴史
- 1967年（昭和42年）3月31日 - 路線認定[1]。

## 路線状況

### 重複区間
- 旭川市西神楽北1条 - 旭川市西神楽南1条（国道237号）

## 地理

### 通過する自治体
- 上川総合振興局
  - 旭川市

### 交差する道路
旭川市
- 北海道道219号新開旭川線 - 西神楽南
- 国道237号 - 西神楽北1条、西神楽南1条（重複）

### 沿線にある施設など
旭川市
- 東神楽農業協同組合西神楽支店 - 西神楽南1条2丁目
- 旭川信用金庫神楽支店西神楽特別出張所 - 西神楽南1条2丁目
- JR北海道 富良野線 西神楽駅 - 西神楽南1条1丁目